# Germana din Pennsylvania
Germana din Pennsylvania ( în germ. din Pennsylvania Pennsilfaanisch-Deitsch) este un dialect al limbii germane, vorbit cu precădere de urmașii coloniștilor germani din statul Pennsylvania din SUA. Este limbă maternă pentru cca 300 de mii de persoane, inclusiv pentru cca 200 de mii de reprezentanți ai comunității menonite. S-a format în sec. XVII-XVIII pe baza dialectului francon din Palatinat. Către începutul secolului XX era vorbită de cca 1/4 din populația Pennsylvaniei (până în 1952 germana a fost, alături de limba engleză, limbă oficială în Pennsylvania). Nu dispune de o formă literară standardizată, vorbitorii săi utilizând ca limbi literare germana și, mai ales, engleza. Numărul de utilizatori ai germanei din Pennsylvania este în continuă scădere.